# Långtjärnen (Älvsby socken, Norrbotten, 730277-170631)
Långtjärnen är en sjö i Älvsbyns kommun i Norrbotten och ingår i Piteälvens huvudavrinningsområde.